# Tyga
Michael Ray Nguyen-Stevenson (Gardena, Kalifornija, SAD, 19. studenog 1989.), bolje poznat po svom umjetničkom imenu Tyga (skraćeno od Thank You God Always) je američki reper i tekstopisac. Svoju glazbenu karijeru je započeo 2007. godine, a odmah sljedeće godine objavio je prvi nezavisni album No Introduction. Godine 2009. objavio je album We Are Young Money zajedno s ostalim članovima diskografske kuće Young Money Entertainment. Svoj debitantski studijski album Careless World: Rise of the Last King, objavio je 2012. godine. Album je proizveo hit singl "Rack City".

## Raniji život
Tyga je rođen kao Michael Ray Nguyen-Stevenson, 19. studenog 1989. godine u Gardeni, Kaliforniji. Odrastao je u Comptonu, Kaliforniji zajedno sa svojim roditeljima. Roditelji su mu jamajčanskog i vijetnamskog podrijetla. Pohađao je srednju školu u Gardeni.

## Karijera
Tyga je svoju glazbenu karijeru započeo 2007. godine kada je objavio svoj prvi miksani album Young on Probation. Uz skup prijatelja od Fall Out Boya pa do Lil Waynea, očito je bilo da Tyga neće postati uobičajeni reper iz Comptona, Kalifornije. Nakon snimanja miksanog albuma i promoviranja po cijelom gradu, Tyga odlazi do svog rođaka Travie McCoya koji mu potpisuje ugovor za diskografsku kuću Bad Squad.

## Diskografija

### Studijski albumi
- Careless World: Rise of the Last King (2012.)

### Nezavisni albumi
- No Introduction (2008.)

### Zajednički albumi
- We Are Young Money (2009.)

### Miksani albumi
- Young on Probation (2007.)
- No Introduction - The Series: April 10 (2008.)
- No Introduction - The Series: May 10 (2008.)
- Slaughter House (2008.)
- The Free Album (2009.)
- Outraged and Underage (2009.)
- The Potential (2009.)
- Black Thoughts (2009.)
- Fan of a Fan (2010.)
- Well Done (2011.)
- Black Thoughts 2 (2011.)
- Well Done 2 (Finish Him) (2011.)
- #BitchImTheShit (2011.)
- Well Done 3 (Fatality) (2012.)
- Fan of a Fan 2 (2012.)

## Vanjske poveznice
- Službena stranica
- Tyga na Allmusicu
- Tyga na Discogsu
- Tyga na Billboardu
- Tyga  Arhivirana inačica izvorne stranice od 7. listopada 2010. (Wayback Machine) na MTV
- Tyga na Internet Movie Databaseu